# Monanus cairnsensis
Monanus cairnsensis is een keversoort uit de familie spitshalskevers (Silvanidae). De wetenschappelijke naam van de soort werd in 1908 gepubliceerd door Thomas Blackburn.